# Drimia multifolia
Drimia multifolia är en sparrisväxtart som först beskrevs av Gwendoline Joyce Lewis, och fick sitt nu gällande namn av John Peter Jessop. Drimia multifolia ingår i släktet Drimia och familjen sparrisväxter. Inga underarter finns listade i Catalogue of Life.